# Felix Petyrek

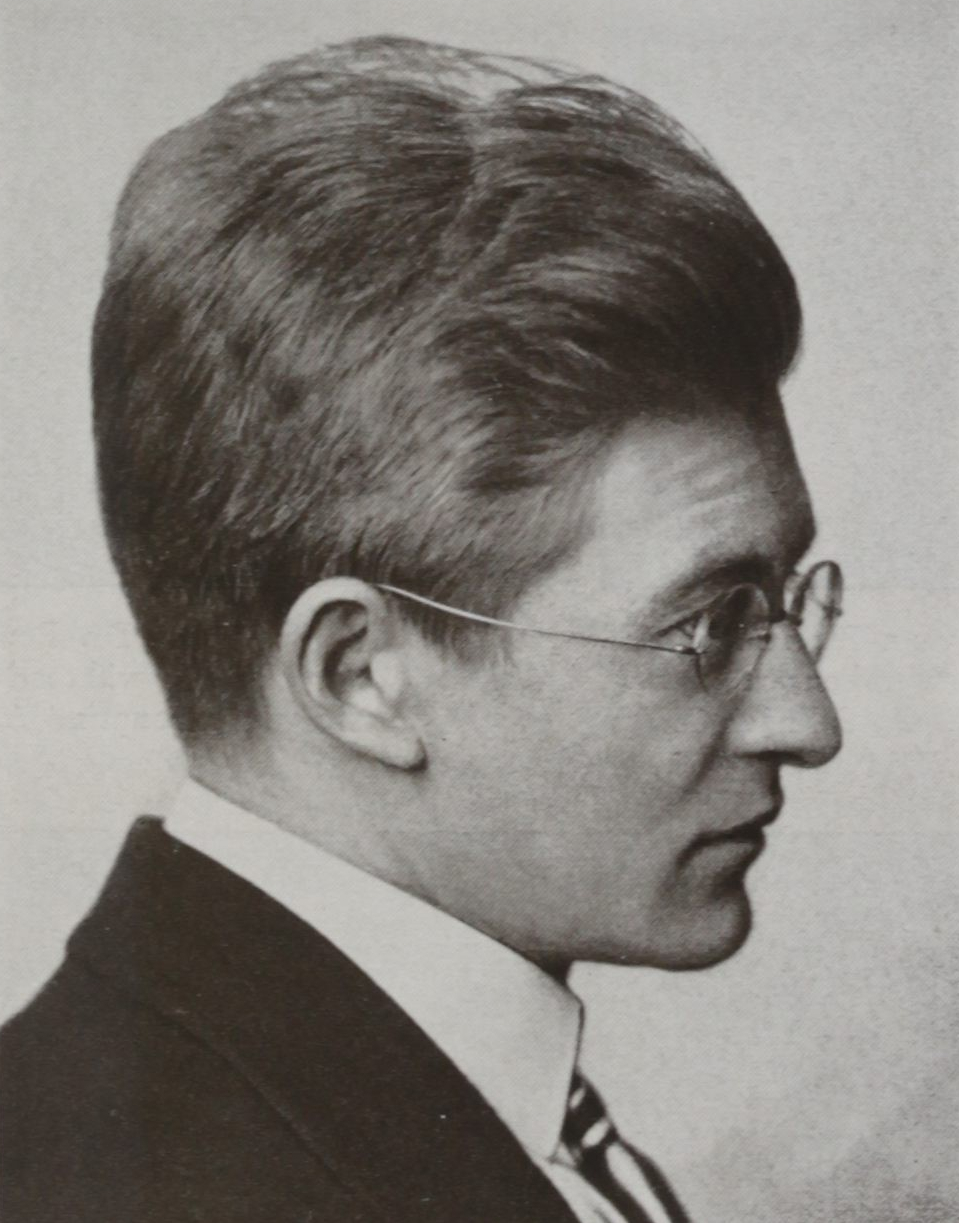
Felix Petyrek

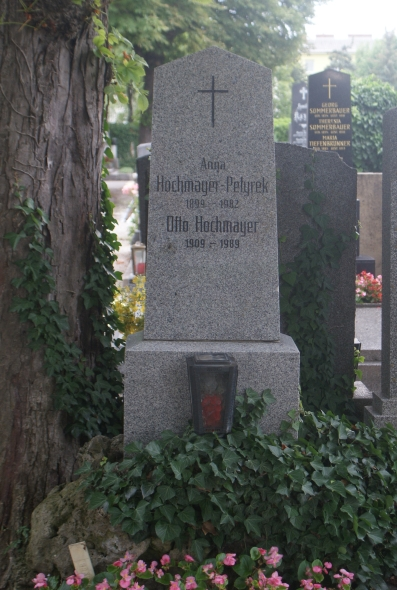
Grabstätte von Felix Petyrek

Felix Karl August Petyrek (* 14. Mai 1892 in Brünn; † 1. Dezember 1951 in Wien) war ein österreichischer Komponist und Pianist der Neuen Musik.

## Werk
Petyrek gilt als vielseitig und sein kompositorisches Werk trägt parodistische Züge. Seine Sechs grotesken Klavierstücke mit ihren Stilpersiflagen erregten Anfang der zwanziger Jahre großes Aufsehen. Seine Fähigkeit in historischen Idiomen kamen ihm als Klavier- und Kompositionslehrer am Athener Konservatorium zugute.
Die arme Mutter und der Tod. Ein Wintermärchenspiel nach Andersen in drei Bildern von Hans Reinhart. Klavierauszug mit Text. UA 91.1923 Winterthur, Stadttheater. Universal-Edition, Wien 1923

## Leben
Felix Petyrek war Sohn des Organisten und Chordirigenten August Petyrek, der erzbischöflicher Organist in Olmütz war. Ab 1894 erhielt dieser eine Professur in Brünn und gab auch erste musikalische Unterweisungen an seinen Sohn. Felix Petyrek studierte Musikwissenschaft bei Guido Adler und Komposition an der Musikakademie bei Franz Schreker. Im Ersten Weltkrieg wurde Petyrek aus gesundheitlichen Gründen nicht an die Front eingezogen, sondern musste im Lager bei St. Andrä Kriegsgefangene betreuen. Er sammelte dort Lieder und Gesänge der aus vielen Nationen stammenden Gefangenen. Zusammen mit Bernhard Paumgartner und Alois Hába arbeitete er an der Musikhistorischen Zentrale beim k. u. k. Kriegsministerium. Ab 1919 lehrte Petyrek am Mozarteum. In Salzburg lernte er das „Wunderkind“ Loris Margaritis kennen, mit dem ihn fortan eine Freundschaft verband.
Nachdem Petyrek aus gesundheitlichen Gründen drei Jahre in Abbazia gelebt hatte, ging er 1926 nach Athen, wo er die Meisterklasse für Klavier leitete und auch als Lektor für Musikwissenschaft tätig war. Bereits nach einem Jahr hatte seine Klavierklasse ein hohes künstlerisches Niveau erreicht. Gleichzeitig gab er Vorträge und publizierte in Fachzeitschriften, vieles davon auf Griechisch.
Später lehrte er noch an den Musikhochschulen in Stuttgart und Leipzig, wo er sich der Bedeutung pädagogisch orientierter Stücke (die sich gleichermaßen zu Studienzwecken und zum Konzertvortrag eignen) widmete. Zum 1. Mai 1933 trat er der NSDAP bei (Mitgliedsnummer 3.231.491).
Von 1949 bis 1951 war er Professor an der Wiener Musik-Akademie. Im Dezember 1951 verstarb Felix Petyrek an Bluthochdruck, Herzerweiterung und frischem Schlaganfall mit Halbseiten-Lähmung rechts.
Ein Archiv der europäischen Volksmusik konnte er nicht mehr vollenden. Sein Nachlass befindet sich im Archiv der Gesellschaft der Musikfreunde in Wien.
Seine letzte Ruhestätte befindet sich auf dem Perchtoldsdorfer Friedhof (Gruppe 2A, Nummer 308).

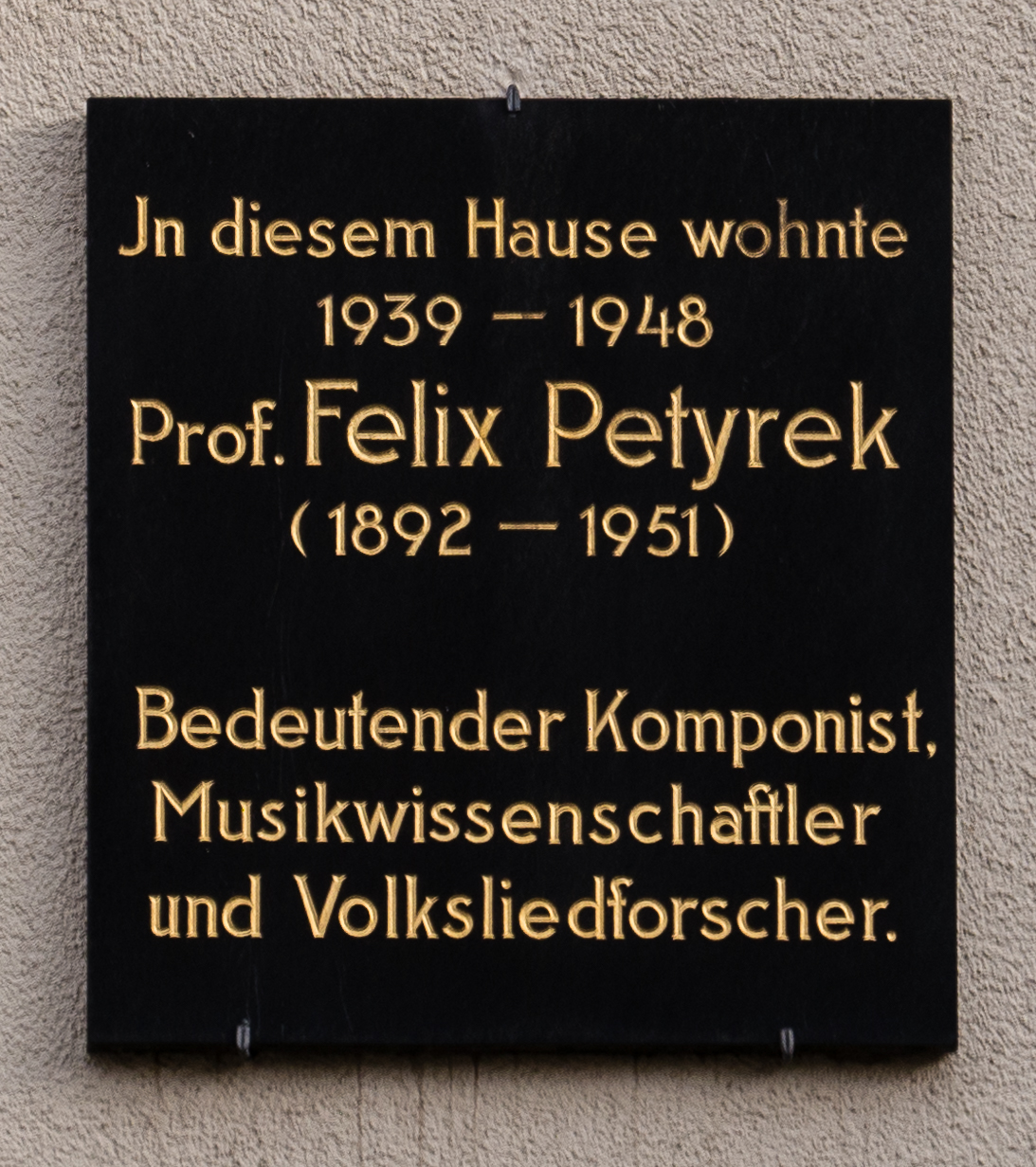
Gedenktafel für Prof. Felix Petyrek in der Herloßsohnstraße 13 in Leipzig.

## Auszeichnungen
- 1940 Joseph-Freiherr-von-Eichendorff-Preis
- 1950 Österreichischer Staatspreis für Musik

Am Haus seines früheren Leipziger Wohnsitzes wurde zum dreijährigen Todestag 1955 eine Gedenktafel angebracht.
In Perchtoldsdorf gibt es eine Felix-Petyrek-Gasse, da er sich oft bei seiner Schwester in Perchtoldsdorf aufhielt.
Nach ihm benannt wurde der Felix-Petyrek-Wettbewerb.